# 173032 Mingus
173032 Mingus este un asteroid din centura principală de asteroizi.

## Descriere
173032 Mingus este un asteroid din centura principală de asteroizi. A fost descoperit pe 25 august 2006 la La Cañada de Juan Lacruz. Asteroidul prezintă o orbită caracterizată de o semiaxă mare de 3,08 ua, o excentricitate de 0,16 și o înclinație de 12,6° în raport cu ecliptica.